# 山中竹春
山中 竹春（やまなか たけはる、1972年（昭和47年）9月27日 - ）は、日本の政治家、科学者、データサイエンティスト。横浜市長（公選第33代・34代）。横浜市立大学特命副学長、医学部教授を歴任。専門はデータサイエンス。

## 来歴
埼玉県秩父市出身。早稲田大学本庄高等学院在学中はラグビー部に所属。早稲田大学政治経済学部経済学科卒業および同大学理工学部数学科卒業。文系、理系2つの学士を有する。同大学大学院修了後、2003年に博士号を取得。
九州大学医学部附属病院文部教官助手、アメリカ国立衛生研究所（National Institutes of Health）研究員、国立がん研究センター部長などを経て、2014年、横浜市立大学医学部教授に就任。40代で医学部教授、特命副学長、学長補佐、大学院データサイエンス研究科長など、同大学の要職を歴任した。

### 過去の公職
- 文部科学省「科学技術・学術審議会」専門委員
- 厚生労働省「厚生科学審議会」臨時委員
- 厚生労働省「先進医療技術審査部会」構成員
- 厚生労働省「高度医療評価会議」構成員
- 中央社会保険医療協議会（中医協）「費用対効果評価専門組織」委員
- 内閣府「数理・データサイエンス・AI教育プログラム認定制度検討会議」構成員
- 医薬品医療機器総合機構（PMDA）専門委員
- 日本医療研究開発機構（AMED）課題評価委員

等を歴任。

### 2021年横浜市長選挙

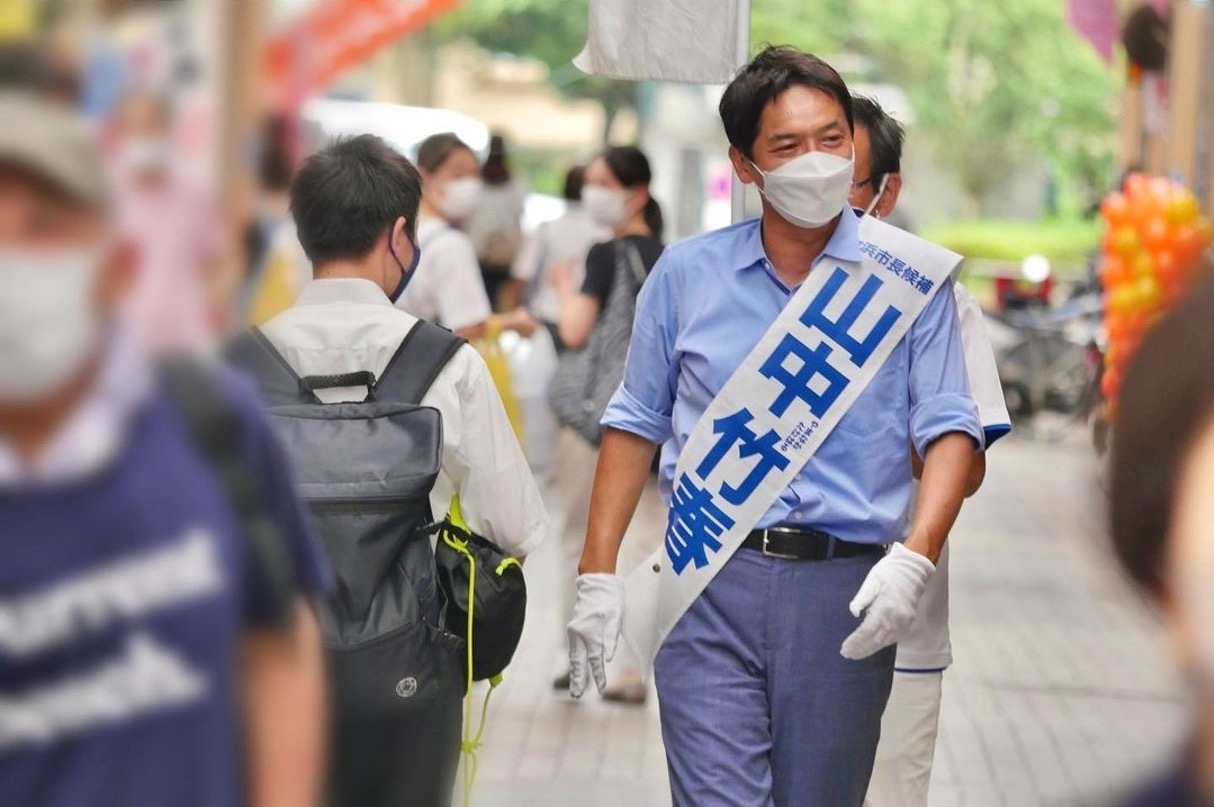
2021年6月に横浜市立大学医学部を退職し、同年8月の横浜市長選挙に立候補した。写真は選挙期間中の横浜市南区弘明寺商店街にて。

山中のほか、首相側近の大臣、現職市長、元内閣府副大臣、前神奈川県知事、元長野県知事らが出馬する異例の大混戦となったが、選挙告示となる8月8日から2日後、朝日新聞が電話調査の結果を公表し、自民党・公明党が支援する小此木八郎との差について「小此木がわずかな差で先行し、山中と林が激しく追う展開」と報道した。有権者に対する山中の主張の明確さや菅政権への政権不信から、選挙中盤で情勢は逆転し、8月15日、神奈川新聞が電話世論調査の結果を「山中氏先行、追う小此木氏 林・松沢・田中氏続く」と報じた。投開票日の8月22日、複数のメディアが投票締め切りの午後8時ちょうどに山中の当選確実を報道。506,392票(33.59%)を獲得し、他候補を大差で破り初当選した。単独選挙では最も高い投票率(49.05%)となり、市内18区のうち17区で山中が得票数トップとなった。小此木は衆院議員時代に地盤とした鶴見区でのみトップの得票数であったが、2位の山中との差はわずか1,489票であった。2021年8月30日、横浜市長に就任し、横浜市庁舎に初登庁した。

## 政策

### 出産費用ゼロの実現
2024年4月から国の出産育児一時金50万円とは別に、出産費用を最大9万円助成する独自事業を始めた。横浜市の調査によると、横浜市内の公的病院で要する出産費用の最大値は約57万6千円となっており、産科医療補償制度の掛け金1万2千円を含めてカバーできるようにした。

### カジノ・IRの誘致撤回
横浜市議会はカジノを含む統合型リゾート施設（IR）誘致を推進した自民・公明会派が多数を占めており、山中の手腕が問われていたが、市長就任から11日後の2021年9月10日、所信表明演説において、「誘致に反対する多くの市民の声にしっかり応え、誘致の撤回を宣言する」と正式に表明した。市の計画では、資格審査を通過した２グループから事業者を選定する予定であったが、「事業者選定のプロセスを直ちに中止して、必要な手続きを速やかに進める」と述べ、林市長時代に設置された専門部署「IR推進室」の廃止も明言した。市のIR推進室は10月1日に廃止された。
山中は、IR誘致の経緯を振り返り今後の施策に生かす目的で、誘致の経緯にかかる検証を指示し、市は2022年9月に最終報告書を取りまとめた。報告書の外部有識者による考察では、「消費はIR内で完結し、地域の経済効果はマイナスになることも想定される」「（最大1,200億円とした）市への増収効果の試算は条件設定や仮定の置き方によって大きく増減する」などの検証結果が示され、「IRは不確定要素が多く、効果が期待通りにならない事業リスクがあった」と結ばれた。

### 中学校給食の実現
横浜市では数十年にわたり中学校給食の全面実施が実現されなかった。背景には市議会の一部に「母親が愛情弁当を作るべき」という考えが根強くあり、歴代市長が弁当を尊重する声に配慮してきたことがあったとみられる。山中は中学校給食を「全員制」に転換した上で、デリバリー方式による全員分の供給体制を準備することなどを盛り込んだ中期計画を2022年12月に可決させた。これにより、2026年4月から中学校の全員給食が実現することになり、長年にわたった横浜市の中学校給食問題は一気に解決に向かった。

### こどもの医療費の無償化
2歳までを全額助成の対象としていた横浜市の小児医療費について、山中は2023年8月から、中学校卒業までの全額助成に引き上げる方針を決めた。政令市における全額助成は名古屋市とさいたま市の2市に留まっていたが、対象人口の規模が最大となる横浜市が2021年8月に全額助成を公表した以降、政令市を含む全国の各自治体で無償化を決定する動きが相次いだ。

### コロナ対策
前市長時代にワクチン接種の予約が取りづらいといった苦情が多く寄せられた反省を踏まえ、担当職員を数倍に増大させたほか、予約システムのオンライン化、接種券送付時期の大幅前倒し、夜間や早朝接種の実施、若者向け接種センター開設、予約なし接種の実施、市内郵便局による予約代行などを次々に行い、ワクチン接種率を政令市では1位回復させた。
第5波の終息以前から第6波に備え、異例の短期間でコロナ専門病院を開院させ、2022年9月末までに1280名もの患者受け入れを行った。
第6波中の2022年1月26日に、全国20の政令市で作る指定都市市長会をとりまとめて、新型コロナウイルスの感染者を全て保健所に届け出る運用を見直すよう求める要望書を国に提出、保健所の負担軽減に向けた全国的に最も早い対応として注目された。さらに感染者の出た保育園や小中学校において、濃厚接触者の同定までの手順や学級閉鎖基準を県に先駆けて見直した。
2022年1月の第7波では、休園が相次ぐ保育園や医療機関に勤務するエッセンシャルワーカーに対して、市独自に備蓄しておいた抗原検査キットを配布する取り組みを行った。来院が殺到していた市内の発熱外来にも抗原検査キットを配布する取り組みを行った。
2022年8月末からは、物価高騰下の市民生活を支援する目的で、スマホで撮ったレシート画像を送れば、購入価格の2割が還元される「レシ活VALUE」を実施し、2か月間で約35万人が利用、351億円もの市内経済効果を生み出した。

### ウクライナ支援
山中はロシアのウクライナ侵攻を受けて避難したウクライナ避難民に対し、早くから、市独自の支援メニューによる避難民受け入れを積極的に行った。横浜市営住宅への入居、銀行口座の開設、医療機関の手配、子供の学校入学等をサポートする他、市内企業と共に横浜市営住宅へ入居する際の生活家電や家具の手配を行った。さらに市内に「カフェ ドゥルーズィ」を開設して、ウクライナ避難民同士が母国語で交流できる場や日本語教室・就労支援セミナー開催の場を提供。また、ロシアの攻撃により水道施設が機能停止した姉妹都市オデーサ市には、移動式浄水装置を隣国ポーランド経由により独自に緊急搬送した。国連難民高等弁務官のフィリッポ・グランディは「横浜市のウクライナ支援は手本。日本全体に広げてほしい」とエールを送った。2024年7月には、国際連合開発計画(UNDP)と世界初の連携を行い、オデーサ市の保育園の復旧支援に着手している。

### 旧市庁舎売却問題への対応
林文子市長時代の2020年1月31日、地上32階建の市役所新庁舎が完成した。旧市庁舎のあった街区については、企業コンソーシアムによって再開発されることが決まり、同年12月25日、建物の売買予約などの契約が締結された。しかし、2021年5月、市民団体や無所属の市議らが「旧市庁舎の売却額が不当」として、市に売却契約の差し止めを求める住民訴訟を起こした。
2021年8月30日に新市長に就任した山中は、9月16日に行われた市議会本会議で、売却価格の妥当性について「早急に確認する」と述べ、複数の第三者専門家に価格の再検証を依頼した。再検証の結果、「価格算定は妥当」と判断できたとして、同年9月30日に企業コンソーシアムと正式に契約を結んだ。

## 市長就任前の事項

### コロナ抗体研究の成果
2020年12月2日、山中は研究グループを代表して会見し、新型コロナウイルスへの感染を防ぐ「中和抗体」についての新たな調査結果を発表した。2021年5月12日、さらにコロナに関する日本初の抗体研究の結果を発表。データに基づく客観的な結果として、全国的な注目を集めた。また、医学データサイエンスの専門家として活躍し、2020年の日本癌治療学会では医師以外で初めて最優秀演題賞を受賞した。